# Nemausus
Nemausus o Nemauso fue el nombre romano de origen celta de la actual ciudad de Nimes (Francia). Alcanzó durante el Imperio el estatus de ciudad latina.
El nombre proviene del galo Nemausos, que designa al dios asociado a la fuente sagrada en torno a la que se formó la ciudad en época prerromana. Por extensión, designa a la propia ciudad prerromana. Se estima que los volcas arecómicos fundaron Nemausus, su capital, durante el siglo V a. C.
Otras fuentes, como Estéfano de Bizancio afirman en su diccionario geográfico que Nemausus, la ciudad de la Galia, tomó su nombre del heráclida (o hijo de Heracles) Nemausios.
En el lugar, existió un importante santuario de aguas medicinales cuyo establecimiento podría remontarse a la Edad de Hierro, ampliándose después cuando los romanos colonizaron la región a finales del siglo II a. C., cuando se produjo la promoción activa de su culto. Otro grupo de espíritus locales adorados en Nemausus fueron los Nemausicae o Matres Nemausicae, que fueron diosas de la fertilidad y la sanación que pertenecían al santuario de los manantiales curativos.
La ciudad tomó el título de Colonia Nemausa tras su romanización y su adhesión al estatus de colonia de derecho romano a mediados del siglo I a. C. Más tarde, obtendrá la titulatura de Colonia Augusta Nemausus en referencia al desarrollo urbano y monumental impulsado por Augusto.